# Nachal Lotem
Nachal Lotem (hebrejsky: נחל לוטם, arabsky: Vádí Tatar) je vádí o délce cca 2,5 kilometrů v pohoří Karmel v Haifě v Izraeli.
Začíná na hlavním hřebenu pohoří Karmel v centru města Haifa. Směřuje pak k severozápadu zalesněným údolím s porosty borovic a eukalyptů, které tvoří přírodní koridor parkového charakteru uprostřed velkoměsta. Ústí pak do Středozemního moře poblíž čtvrti Ša'ar ha-Alija. Na dolním toku se údolí otevírá do mělkého úbočí, které je stavebně využito, horní tok je rekreačně využíván pro pěší turistiku a rekreaci. Vádí je chráněno v územním plánu města Haifa coby veřejná plocha zeleně a je zde zakázána výstavba. Oficiální státní chráněný status ale nemá a po dlouhou dobu bylo vádí znečišťováno kanalizačními splašky. Okolo roku 2000 bylo z iniciativy ochránců přírody vyčištěno.